# Nesopelops caudatus
Nesopelops caudatus är en kvalsterart som beskrevs av Hammer 1973. Nesopelops caudatus ingår i släktet Nesopelops och familjen Phenopelopidae. Inga underarter finns listade i Catalogue of Life.